# Hati (mjesec)
Hati (također Saturn XLIII) je prirodni satelit planeta Saturn. Vanjski nepravilni satelit iz Nordijske grupe s oko 6 kilometara u promjeru i orbitalnim periodom od 1080.099 dana.